# Gifford Lectures
Die Gifford Lectures sind vier prestigeträchtige Vorlesungsreihen, die von den schottischen Universitäten St. Andrews, Glasgow, Aberdeen und Edinburgh veranstaltet werden. Sie gehen auf das Testament des Rechtsanwalts und Richters Adam Gifford, Lord Gifford (1820–1887) zurück, der diesen Universitäten 80.000 Pfund vermachte, um „das Studium der natürlichen Theologie im weitesten Sinn des Wortes zu fördern und zu verbreiten“. Die natürliche Theologie sollte dabei als Wissenschaft behandelt werden, „ohne Bezugnahme oder Vertrauen auf irgendeine angenommene besondere oder sogenannte übernatürliche Offenbarung“.
Neben der wissenschaftlichen Behandlung des jeweiligen Themas legte Gifford Wert auf seine allgemein verständliche Darstellung. Die Vorlesungen sollten möglichst preiswert veröffentlicht werden.
Die Vorlesungen wurden 1888 etabliert und seither bis auf eine Unterbrechung während des Zweiten Weltkriegs 1942–1945 regelmäßig durchgeführt. Die Referenten wurden zunächst für einen Zeitraum von zwei Jahren ernannt und konnten in derselben Stadt noch zwei weitere Male bestellt werden. Damit sollte sichergestellt werden, dass möglichst verschiedene Zugänge zum Thema zur Sprache kommen. Inzwischen ist die Berufung für ein akademisches Jahr üblich.
Ursprünglich zur Unterweisung „der ganzen Bevölkerung Schottlands“ vorgesehen, verfügen die Vorlesungen aufgrund des Rangs der bestellten Referenten und der Bandbreite der vertretenen Zugänge seit langem über ein großes internationales Ansehen. Zahlreiche Forscher aus den Bereichen Theologie, Philosophie, Geschichte, aber auch aus den Naturwissenschaften, daneben Politiker und Schriftsteller trugen in ihrem Rahmen Überlegungen und Thesen vor, die in der Buchausgabe teilweise zu Klassikern ihres Fachs wurden.

## Bedeutende Referenten

### In Aberdeen
James Adam (1904–06: The Religious Teachers of Greece), Karl Barth (1936–38: The Knowledge of God and the Service of God according to the Teaching of the Reformation), Michael Polanyi (1951–52: Personal Knowledge), Paul Tillich (1952–54: Systematic Theology), Raymond Aron (1965–67: On Historical Consciousness in Thought and Action), Hannah Arendt (1973: The Life of the Mind), Richard Swinburne (1982–84)

### In Edinburgh
William James (1900–1902: The Varieties of Religious Experience), William Warde Fowler (1909–1910), Henri Bergson (1913–1914), James George Frazer (1923–1925), Arthur Eddington (1926–1927), Alfred North Whitehead (1927–1928: Process and Reality: An Essay in Cosmology), John Dewey (1928–29), Albert Schweitzer (1934–35), Reinhold Niebuhr (1938–40), Niels Bohr (1949–50), Arnold J. Toynbee (1952–53), Rudolf Bultmann (1954–55), Sir John Eccles (1978–79), Iris Murdoch (1981–82), Jürgen Moltmann (1984–85), Paul Ricœur (1985–86: On Selfhood, the Question of Personal Identity, erste Fassung von Soi-même comme un autre, dt. Das Selbst als ein Anderer), Alasdair MacIntyre (1987–88: Three Rival Versions of Moral Inquiry), Martha Nussbaum (1992–93), John Polkinghorne (1993–94), Charles Taylor (1998–99: Living in a Secular Age?, erste Fassung von A Secular Age), David Tracy (2000–01), Michael Ignatieff (2002–03), Stephen Toulmin und Noam Chomsky (2004–05 in einer Vorlesungsreihe zu Ehren Edward Saids, der dafür vorgesehen war und 2003 starb)

### In Glasgow
Friedrich Max Müller (1888–92), Arthur Balfour (1914, 1922), Samuel Alexander (1916–18), Carl Friedrich von Weizsäcker (1959), Carl Sagan (1985), Richard Dawkins (1988), Lynne Rudder Baker (2001), Perry Schmidt-Leukel (2015)

### In St. Andrews
Werner Heisenberg (1955–56), Walter Burkert (1988–89: Creation of the Sacred. Tracks of Biology in Early Religions, dt. Kulte des Altertums. Biologische Grundlagen der Religion), Hilary Putnam (1990–91), Arthur Peacocke (1992–93), Roger Penrose (1992–93), Stanley Hauerwas (2001: The grain of the universe, dt. Das Korn des Universums)